# サヴァタージ
サヴァタージ（Savatage）は、アメリカ合衆国フロリダ州で結成されたヘヴィメタル・バンド。
ジョン・オリヴァ(Key/Vo)とクリス・オリヴァ(G)の兄弟を中心に結成され、1983年にデビュー。

## 来歴

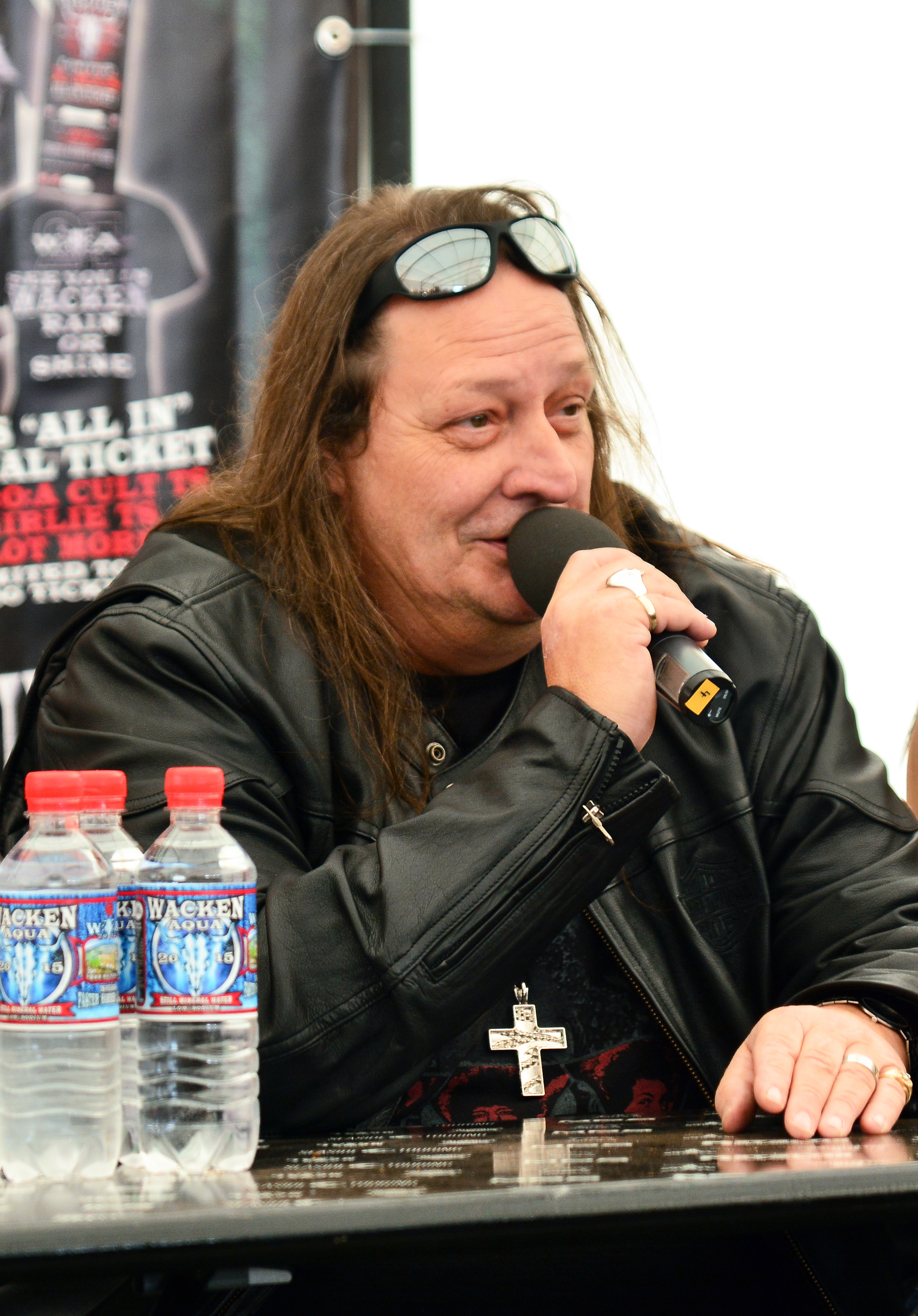
ジョン・オリヴァ(Key/Vo) 2015年

### 結成〜デビュー
1978年、オリヴァ兄弟を中心としてサヴァタージの前身バンドであるアヴァター（Avatar）が結成された。その後スティーヴ・ワコルズ(Ds)が加入、1981年にはキース・コリンズ(B)が加入してラインナップが固まった。
アヴァターは、1982年に地元フロリダ州のラジオ局WYNFが発売したコンピレーション・アルバムに2曲を提供し、1983年にはデビューEP「City Beneath the Surface」を発表した。しかし、同名のバンドがいたことから、アヴァターは「サヴァタージ」と改名し、デビュー・アルバム『サイレンズ』を発表。

### 1984年〜1993年
1984年、サヴァタージはメジャー・レーベルであるアトランティック・レコードとの契約を果たし、1985年にはマックス・ノーマンのプロデュースによる移籍第1弾アルバム『パワー・オブ・ザ・ナイト』を発表した。
キース(B)の脱退、ジョニー・リー・ミドルトン(B)の加入を経て、アルバム『ファイト・フォー・ザ・ロック』（1986年）を発表すると、サヴァタージのアルバムとしては初めてBillboard 200へのチャート・インを果たし、最高158位に達した。しかし、同作はアトランティック・レコードからの圧力により商業的な内容となった作品で、ジョンは1994年に「自分もバンドもこのアルバムを好きだったことはない」とコメントしている。同年にはモーターヘッドのオープニング・アクトとして初のヨーロッパ・ツアーを行った。
1987年のアルバム『ホール・オブ・ザ・マウンテン・キング』のプロデュースを担当したポール・オニールは、その後も長年に渡ってサヴァタージとの共同作業を続けていくこととなる。同作に伴うツアーからクリス・キャファリー(G)が加入し、サヴァタージは5人編成となった。
『ガター・バレエ』（1989年）では、ジョンはピアノを多用するようになり、バンドの音楽性はプログレッシブ・メタル色が強まっていく。その後キャファリー(G)が脱退し、バンドは再び4人編成となって、初のロック・オペラ作品『ストリーツ・ア・ロック・オペラ』（1991年）を発表。
同作に伴うツアーが終了すると、ジョンはボーカリストとしての活動を休止することにして、新ボーカリストのザッカリー・スティーヴンスが加入。ジョンは作曲やキーボード演奏で引き続きバンドに籍を置き、1993年にはザッカリー(Vo)在籍時としては第1弾となるアルバム『エッジ・オブ・ソーンズ』発表。タイトル曲は、シングルとして『ビルボード』誌のメインストリーム・ロック・チャートで26位に達した。
しかし、同年10月17日、クリス・オリヴァ(G)が交通事故で死去する。クリスの墓石には、『ストリーツ・ア・ロック・オペラ』収録曲「ビリーヴ」の歌詞の一節が刻まれた。

### 1994年〜活動停止
ジョンはバンドの継続を決意し、新たなリード・ギタリストとして元テスタメントのアレックス・スコルニックを迎え、『ハンドフル・オブ・レイン』（1994年）を発表。レコーディング時には、まだサヴァタージがバンドとして機能していなかったため、実際の録音はジョン(Key)、アレックス(G)、ザッカリー(Vo)の3人だけで行われた。収録曲「チャンス」は、日本人外交官の杉原千畝をテーマとしている。同作に伴うツアーではジョニー(B)が復帰し、新たにジェフ・プレイト(Ds)が加入した。日本公演の模様はライヴ・アルバム『ジャパン・ライヴ'94』として発表された。

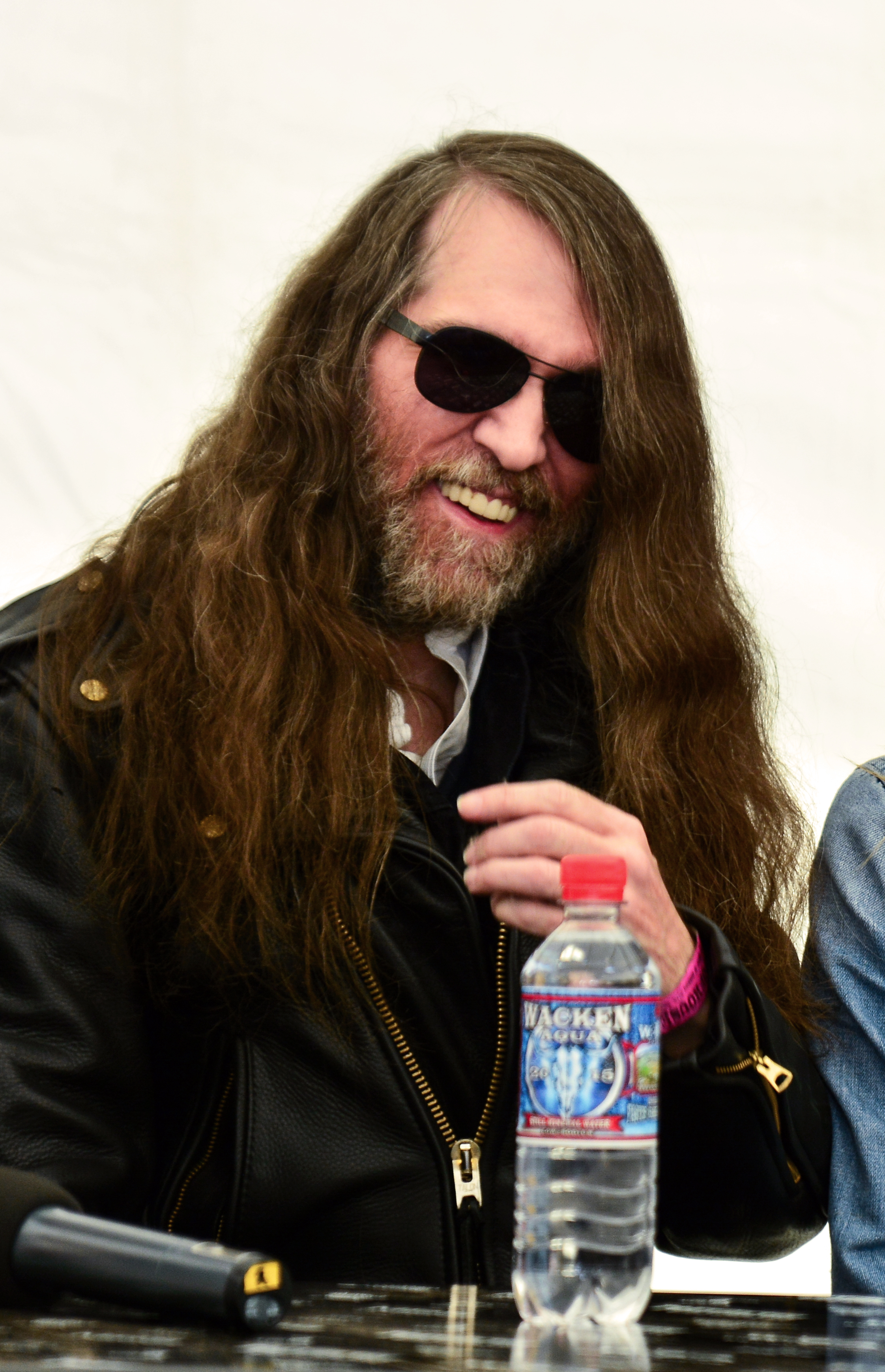
ポール・オニール(TOS) 2015年

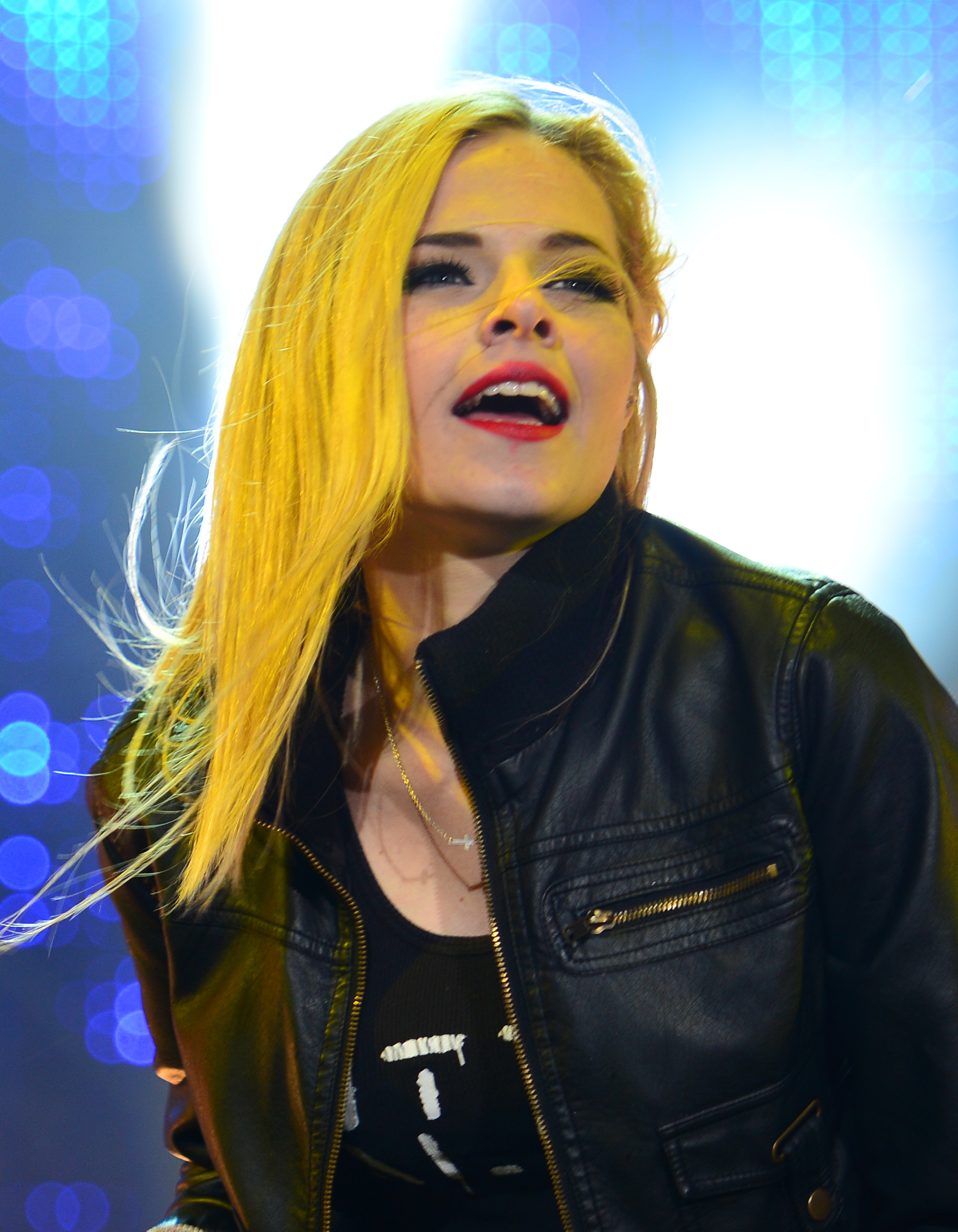
カイラ・リーヴス(Vo・TOS) 2015年

アレックス(G)はツアー終了後にサヴァタージを脱退し、キャファリー(G)が復帰したのに加えてアル・ピトレリ(G)も加入し、バンドは6人編成となった。アル在籍時としては第1弾のアルバム『デッド・ウィンター・デッド』（1995年）は、ボスニア・ヘルツェゴビナ紛争を題材としたコンセプト・アルバムで、ジョンも一部楽曲でリード・ボーカルを担当している。また、クリス(G)存命時のライヴ音源を収録した追悼盤『ゴースト・イン・ザ・ルーインズ (トリビュート・トゥ・クリス・オリヴァ) 』もリリースされた。
1996年、盟友ポール・オニールがトランス・シベリアン・オーケストラ（TOS）というプロジェクトを立ち上げ、クリスマス・アルバム『Christmas Eve and Other Stories』を発表。同作にはサヴァタージの全メンバーが参加し、彼らは以後、サヴァタージとしての活動とトランス・シベリアン・オーケストラとしての活動を並行させていく。アルバム『ウェイク・オブ・マゼラン』（1997年）は、前作と同じ6人編成で制作され、ドイツのポップ・チャートで11位に達した。
2000年にザッカリー(Vo)がバンドを脱退し、アル(G)もメガデスに引き抜かれる。ケビン・カーターをモチーフにしたコンセプト・アルバム『ポエッツ・アンド・マッドメン』（2001年）は、10年ぶりにジョンが全曲のリード・ボーカルを担当する形のアルバムとなった。同作に伴うツアーは、デイモンド・ジニヤ(Vo)とジャック・フロスト(G)を加えた編成で行われた。なお、2002年にメガデスが一度解散してからは、アルは再びサヴァタージやトランス・シベリアン・オーケストラで活動している。
2002年以降、バンドとしては表立った活動は行わなかったが、ジョンを中心としたサヴァタージのメンバーは、トランス・シベリアン・オーケストラのレコーディングやツアーで活動を共にしてきた。

### 活動再開以降
2014年、長い沈黙を経てようやく、バンドが本格的に活動を再開することが発表され、これに伴い、2000年に脱退していたザッカリー(Vo)とアル(G)の2人の復帰も発表された。2015年にライブ活動を再開し、トランス・シベリアン・オーケストラ（TOS）と再共演。

## メンバー

### 現メンバー
- ジョン・オリヴァ Jon Oliva - キーボード/ボーカル (1978年 -  )
- ザッカリー・スティーヴンス Zachary Stevens - ボーカル (1993年 - 2000年, 2014年 - )
- アル・ピトレリ Al Pitrelli - ギター (1995年 - 2000年, 2002年 - )
- クリス・キャファリー Chris Caffery - ギター (1987年 - 1990年、1995年 - )
- ジョニー・リー・ミドルトン Johnny Lee Middleton - ベース (1985年 - )
- ジェフ・プレイト Jeff Plate - ドラムス (1994年 - )

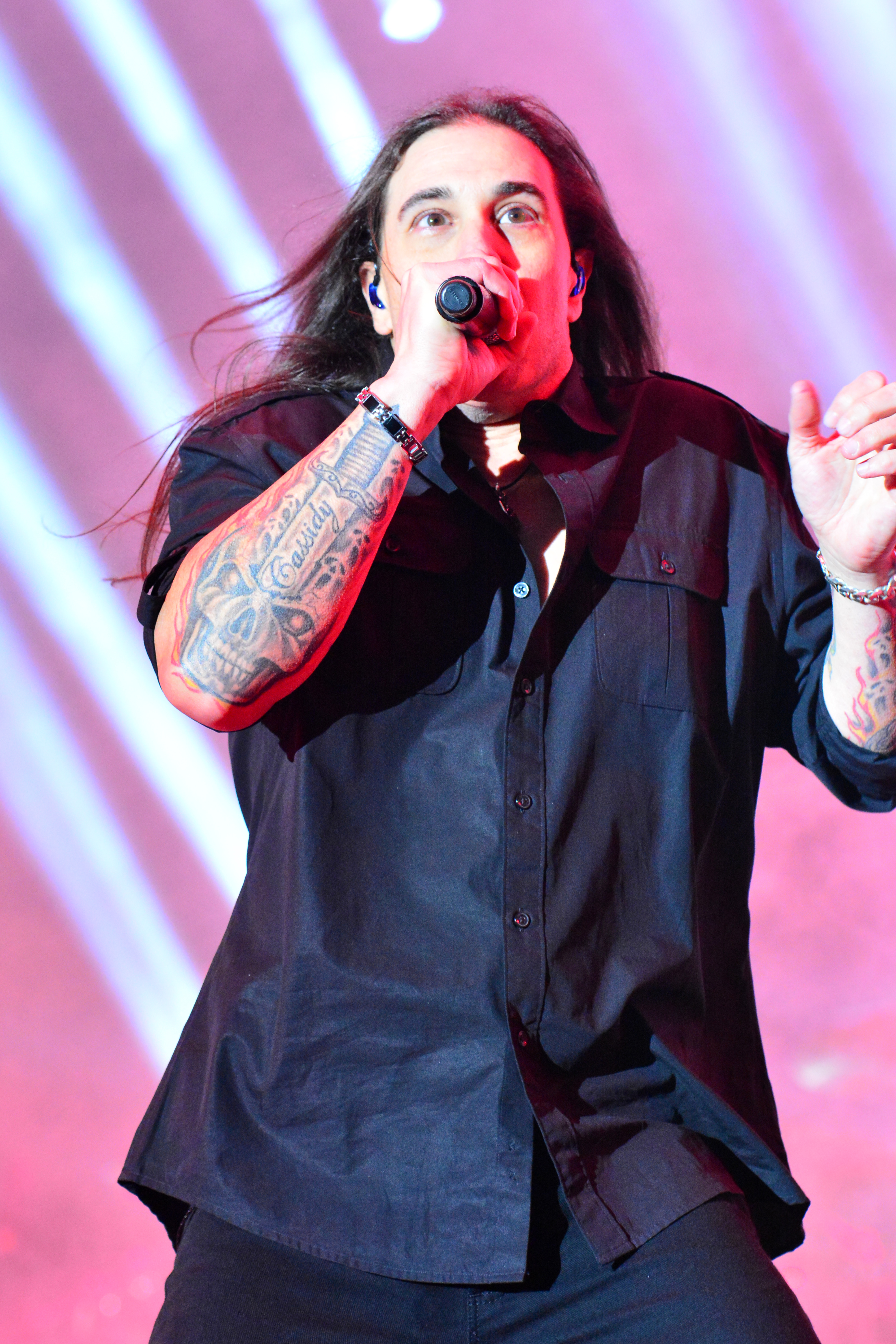
ザッカリー・スティーヴンス(Vo) 2015年
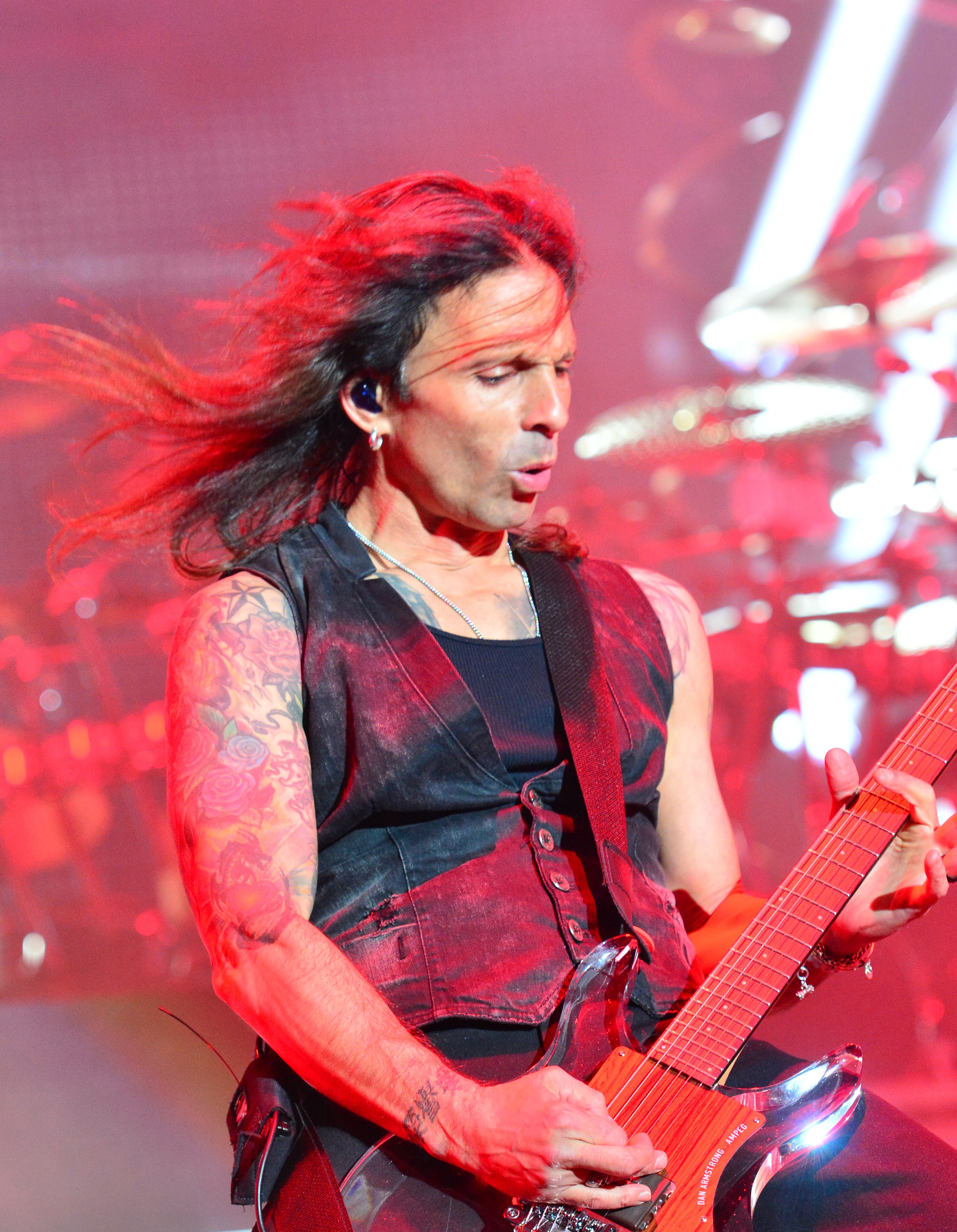
アル・ピトレリ(G) 2015年
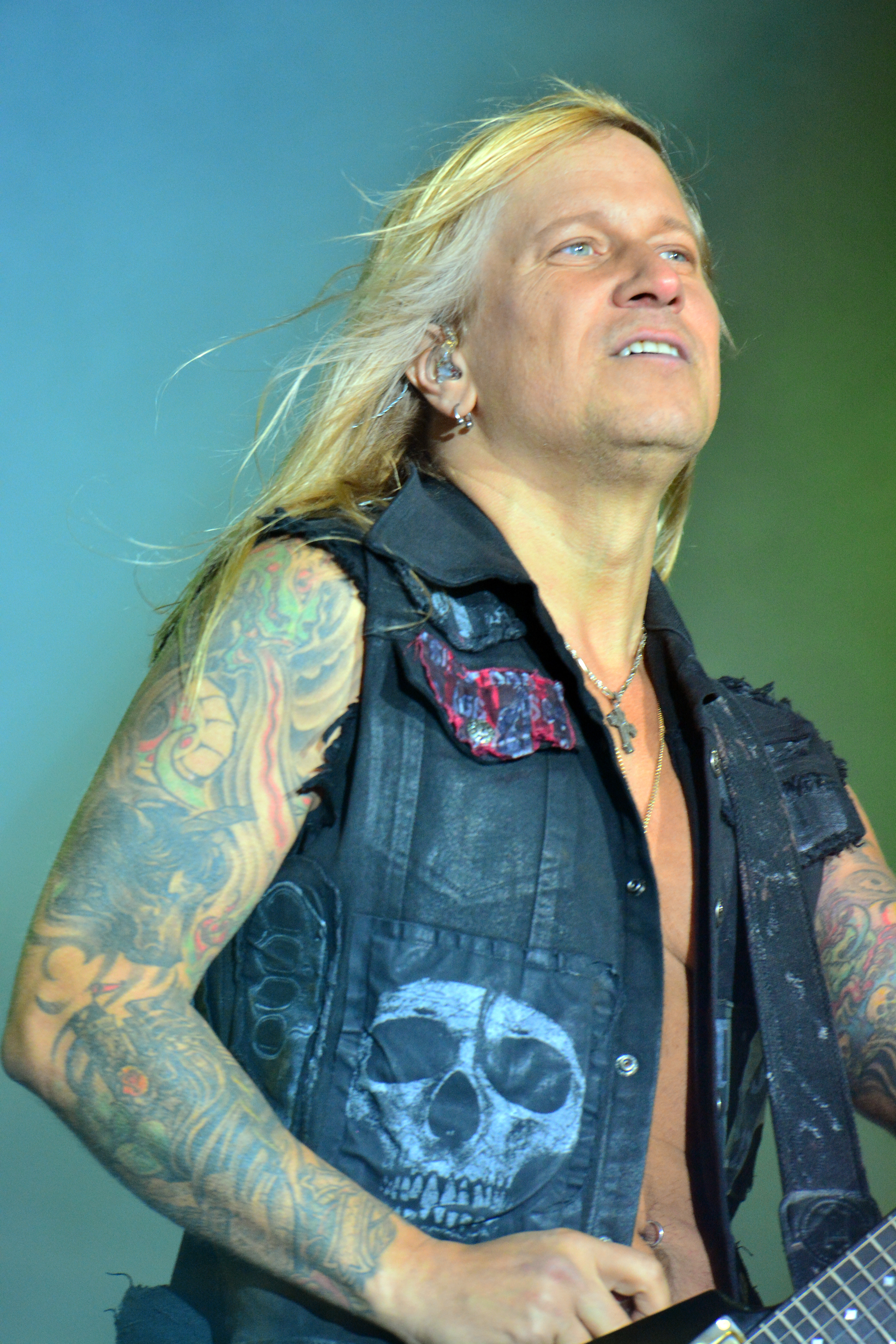
クリス・キャファリー(G) 2015年
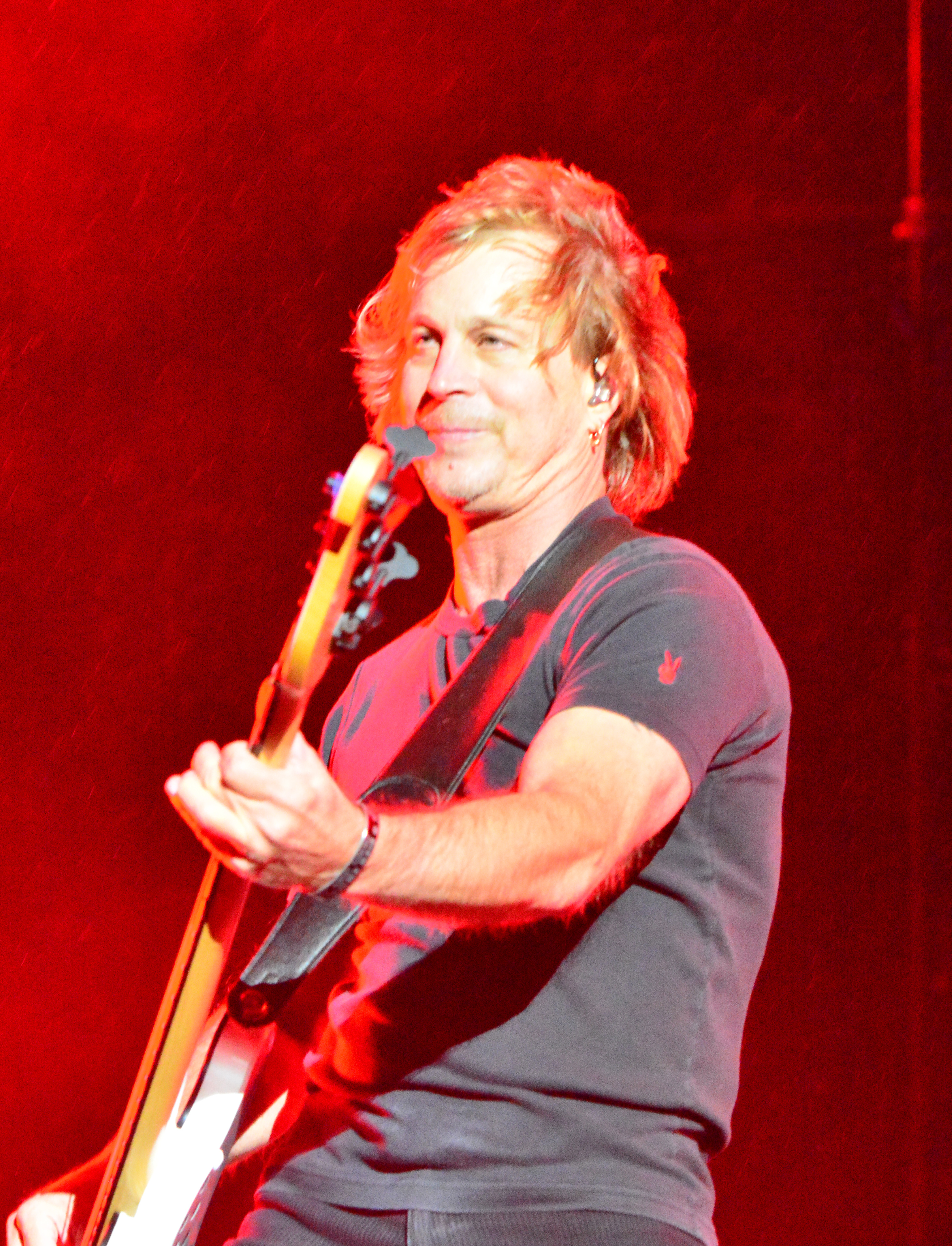
ジョニー・リー・ミドルトン(B) 2015年
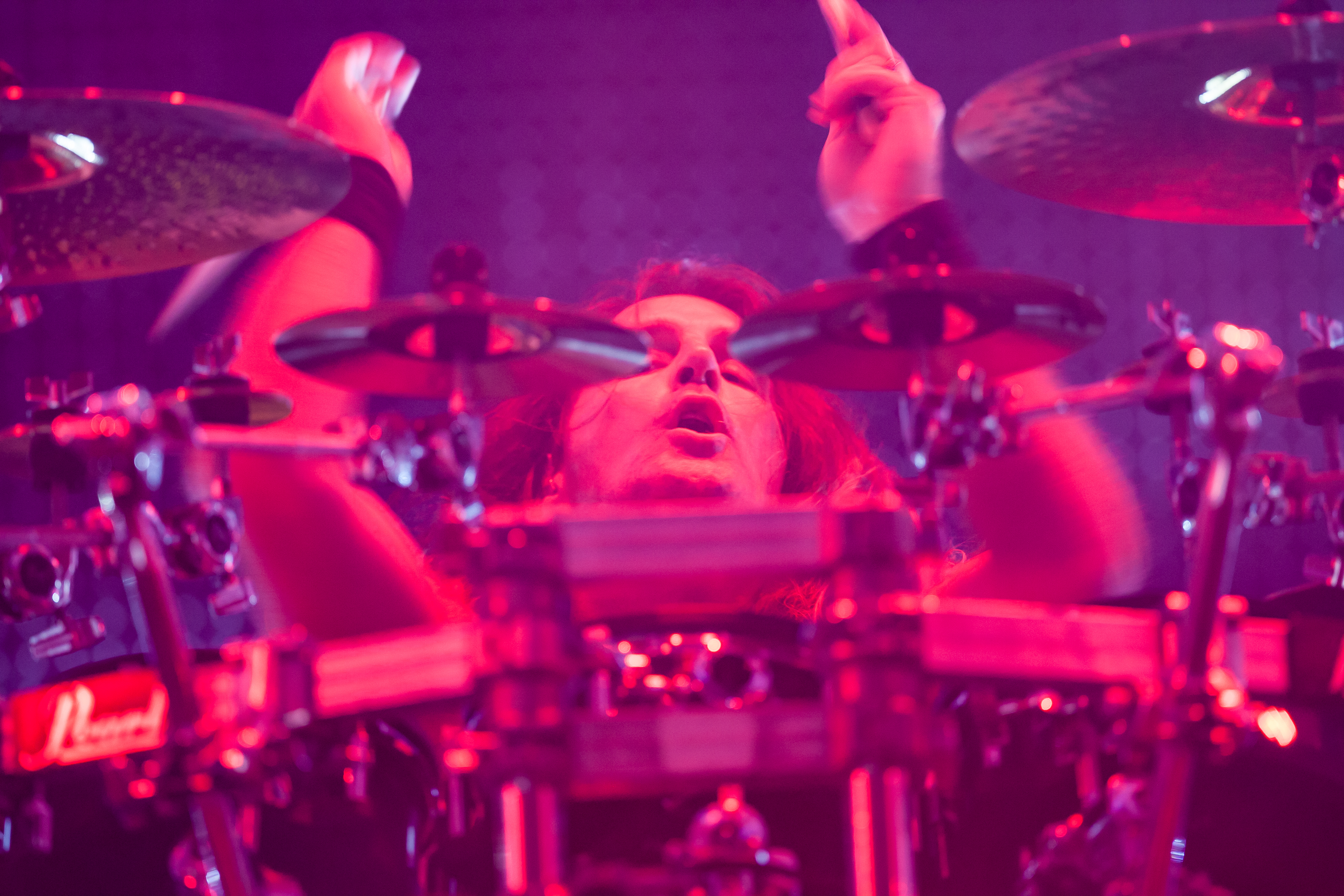
ジェフ・プレイト(Ds) 2015年

### 旧メンバー
- クリス・オリヴァ Criss Oliva - ギター (1978年 - 1993年) R.I.P.
- キース・コリンズ Keith Collins - ベース (1981年 – 1985年)
- スティーヴ・ワコルズ Steve "Doc" Wacholz - ドラムス (1980年 - 1993年)
- アレックス・スコルニック Alex Skolnick - ギター (1994年)
- デイモンド・ジニヤ Damond Jiniya - ボーカル (2001年 - 2002年、ツアーのみ)
- ジャック・フロスト Jack Frost - ギター (2001年 - 2002年、ツアーのみ)

## ディスコグラフィ

### スタジオ・アルバム
- サイレンズ - Sirens（1983年)
- ダンジョンズ・アー・コーリング - The Dungeons Are Calling (1985年、ミニ・アルバム)
- パワー・オブ・ザ・ナイト - Power of the Night (1985年)
- ファイト・フォー・ザ・ロック - Fight for the Rock (1986年)
- ホール・オブ・ザ・マウンテン・キング - Hall of the Mountain King (1987年)
- ガター・バレエ - Gutter Ballet (1989年)
- ストリーツ・ア・ロック・オペラ - Streets: A Rock Opera (1991年)
- エッジ・オブ・ソーンズ - Edge of Thorns (1993年)
- ハンドフル・オブ・レイン - Handful of Rain (1994年)
- デッド・ウィンター・デッド - Dead Winter Dead (1995年)
- ウェイク・オブ・マゼラン - The Wake of Magellan (1997年)
- ポエッツ・アンド・マッドメン - Poets and Madmen (2001年)

### ライヴ・アルバム
- ジャパン・ライヴ'94 - Japan Live '94 (1995年)
- ゴースト・イン・ザ・ルーインズ (トリビュート・トゥ・クリス・オリヴァ) - Ghost in the Ruins -Tribute to Christopher Michael Oliva- (1995年)

### コンピレーション・アルバム
- From the Gutter to the Stage (1995年)
- ベスト・アンド・レスト - The Best and the Rest (1997年)
- ビリーヴ - Believe (1998年)
- Still the Orchestra Plays: Greatest Hits Vol.1 & 2 (2010年)